# Профспілка поліції (Німеччина)

Логотип GdP

Профспілка поліції (нім. Gewerkschaft der Polizei, скорочено GdP) — німецька профспілка, заснована 14 вересня 1950 року в Гамбурзі, в якій організовані працівники німецької поліції. До її складу входять 180 000 людей, серед них поліцейські, управлінські чиновники, працівники митниці та інші. У деяких адміністративних районах у цю профспілку допускаються працівники пожежної охорони. Всередині профспілки існують спеціальні групи, які представляють інтереси, наприклад, жінок, працівників похилого віку або молодих поліцейських. Сама профспілка входить, у свою чергу, Об'єднання німецьких профспілок (нім. Deutscher Gewerkschaftsbund) і Європейське об'єднання поліцейських EuroCOP.